# Lancashire Fusiliers
Els Lancashire Fusiliers (en català: Fusellers de Lancashire) van ser un regiment d'infanteria de línia de l'Exèrcit britànic que va servir durant diversos segles i guerres, inclosa la Segona Guerra Bòer, la Primera i la Segona Guerra Mundial, i que va tenir diferents títols en els seus 280 anys d'història. El 1968 el regiment va ser fusionat amb altres regiments de la Brigada de Fusellers: els Royal Northumberland Fusiliers, els Royal Warwickshire Fusiliers i el Royal Fusiliers (regiment de la ciutat de Londres), formant tots ells el nou Royal Regiment of Fusiliers.

## Història

### Segles XVII-XIX

#### Regiment Peyton d'infanteria (1688–1751)

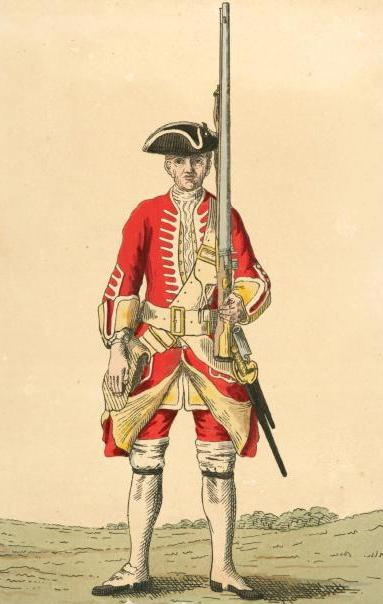
Soldat del 20è regiment (1742)

Mitjançant una comissió datada el 20 de novembre de 1688, el regiment es va formar a Torbay, Devon, sota el comandament de Sir Richard Peyton i amb el nom de Regiment Peyton d'infanteria (Peyton's Regiment of Foot). Fins al 1751, el regiment va canviar de nom en funció del coronel que n'estava a càrrec. El regiment va participar en la Revolució Gloriosa al costat del rei Guillem III i a les batalles del riu Boyne, el 1690, i d'Aughrim, el 1691. En el transcurs de la Guerra de Successió Espanyola (1701–1714), van participar en la presa dels galiots a la batalla de la badia de Vigo, el 1702. El regiment es va distingir durant la batalla de Dettingen, el juny de 1743, i a la batalla de Fontenoy, el maig de 1745. També van participar en la batalla de Culloden, l'abril de 1746, en el marc de l'alçament jacobita de 1745.

#### 20è Regiment d'Infanteria (1751–1782)
El 1751, el regiment es va convertir en el 20è Regiment d'Infanteria (20th Regiment of Foot), sovint escrit amb els numerals romans 'XX Foot', (per això rebien el sobrenom "Els dos deus", The Two Tens). En el marc de la Guerra dels Set Anys, el regiment va aconseguir destacar a la batalla de Minden, disputada l'1 d'agost de 1759, quan, com a formació d'infanteria, van aconseguir aguantar i rebutjar una càrrega de la cavalleria francesa. En el transcurs de la Guerra de la Independència dels Estats Units, el regiment va ser enviat al Quebec l'abril de 1776, on van assistir en l'alliberament de la regió, el maig següent. Sota les ordres del general John Burgoyne la resta de la campanya canadenca, posteriorment es van rendir juntament amb el general Burgoyne a Saratoga.

#### 20è (East Devonshire) Regiment d'Infanteria (1782–1881)

El 20è d'infanteria a la batalla d'Inkerman, de David Rowlands

El 20è Regiment d'Infanteria va ser designat 20è (East Devonshire) Regiment d'Infanteria (20th (East Devonshire) Regiment of Foot) el 1782. El regiment es va embarcar per desplaçar-se als Països Baixos l'agost de 1799 per participar en l'expedició anglorussa, combatent a la batalla de Krabbendam el setembre de 1799 i a la batalla d'Alkmaar, l'octubre de 1799. Més tard es va desplaçar a Egipte, la primavera de 1801, participant en combats durant la batalla d'Alexandria, el març de 1801, en el marc de les Guerres de la Revolució Francesa. Després de desplaçar-se a Calàbria, també va participar en la batalla de Maida, el juliol de 1806, en el marc de la Guerra de la Tercera Coalició.
El regiment es va embarcar per marxar cap a Portugal el 1808 per participar en la Guerra Peninsular. El regiment va participar en la batalla de Vimeiro, l'agost de 1808, i en la batalla de la Coruña, el gener de 1809, abans de ser evacuats al Regne Unit aquell mateix mes. El regiment va tornar en la Península Ibèrica i va participar en la batalla de Vitòria, el juny de 1813, on va formar part de la columna vertebral de les forces del duc de Wellington. Posteriorment va perseguir l'exèrcit francès fins a França, on va entrar en combat a la batalla dels Pirineus, el juliol de 1813, la batalla de Nivelle, el novembre de 1813, la batalla d'Orthez, el febrer de 1814, i, finalment, a la batalla de Tolosa, l'abril de 1814.
En el transcurs de la Guerra de Crimea, el regiment va participar en la batalla del riu Alma, el setembre de 1854, i a la batalla d'Inkerman, el novembre del mateix any. El 2n batalló va ser reclutat el 1858.

#### Lancashire Fusiliers (1881–1908)

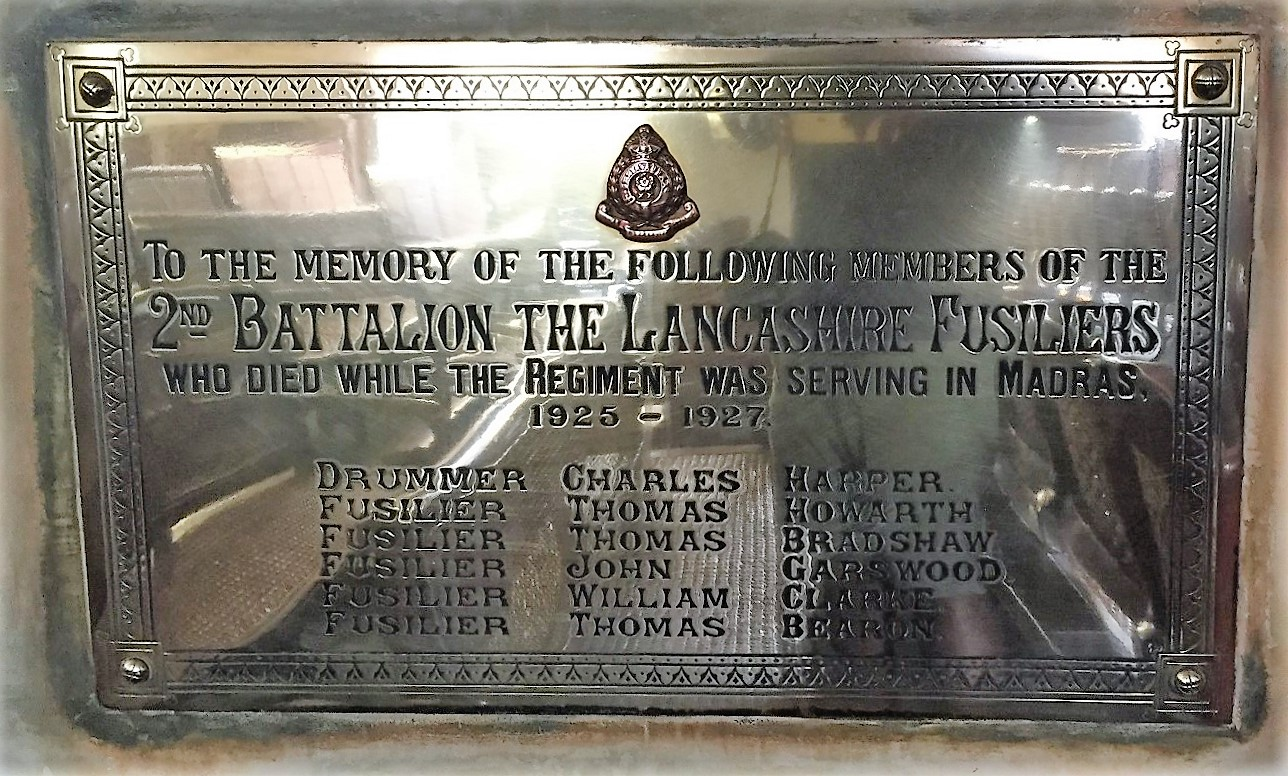
Memorial als Lancashire Fusiliers, St. Mary's Church (Madras)

El regiment no es va veure afectat de manera fonamental per les reformes de Cardwell de la dècada de 1870, les quals els va atorgar un magatzem a les Wellington Barracks de Bury a partir del 1873, o per les reformes de Childers de 1881, ja que en aquell moment ja estava format per dos batallons, motiu pel qual no era necessari fusionar-lo amb un altre regiment. Amb les reformes, el regiment es va convertir en els The Lancashire Fusiliers a partir de l'1 de juliol de 1881. Amb el nou sistema, cada regiment comtal tenia adjuntats dos batallons de milícia: en aquest cas la 7th Royal Lancashire Militia, reclutada el 1855 a Bury, Manchester i Salford. Aquestes unitats constituirien els Batallons 3r i 4t dels Lancashire Fusiliers. A més, també es van adjuntar cossos de voluntaris a cada regiment. El 1883, el 8è Lancashire Rifle Volunteers (creat a Bury el 22 d'agost de 1859) bes va convertir en el primer Batalló de Voluntaris dels Lancashire Fusiliers, i el 12è Lancashire Rifle Volunteers (originalment el 24è, creat a Rochdale el febrer de 1860) es va convertir en el 2n Batalló de Voluntaris. El 1886, el 56è Lancashire Rifle Volunteers (creat a Salford el 5 de març de 1860) va ser transferit al Manchester Regiment per convertir-se en el 3r Batalló de Voluntaris.
Tal com passava amb altres regiments reclutats entre àrees urbanes densificades, els Lancashire Fusiliers encara van crear dos batallons regulars més, el 3r el 1898 i el 4t el març de 1900. Això va obligar a modificar les codicicacions numèriques dels batallons de milicians, que van convertir-se en el 5è i el 6è. No obstant, el 3r i el 4t van ser eliminats el 1906. El 1898 el 2n Batalló dels Lancashire Fusiliers va participar en la campanya de Kitchener per reconquerir el Sudan, participant en la batalla d'Omdurman.
En el transcurs de la Segona Guerra Bòer, el 2n Batalló va participar en la batalla de Spion Kop, el gener de 1900, i en l'alliberament de Ladysmith, el febrer següent. El 6è Batalló (Milícia) també va participar en la guerra, desplaçant-se a Sud-àfrica amb 650 homes el 10 de febrer de 1900. Els tres batallons de voluntaris també van trobar 'companyies de serveis' de voluntaris que servien juntament amb els regulars, aconseguint ll'honor en combat Sud-àfrica 1900-1902 pels seus batallons.

#### Reformes de Haldane
En el marc de les reformes de Haldane de 1908, les milícies van ser designades com reserves especials, amb el doble paper en temps de guerra de servir com a defensa local i d'aportar homes als batallons de regulars. Així, la milícia dels Lancashire Fusiliers es va convertir en el 3r Batalló (Reserva) i en el 4t Batalló (Reserva extra), ambdós situats a Bury. Els voluntaris, al seu torn, es van convertir en la Territorial Force (TF), amb batallons numerats seguint la seqüència de la milícia. D'aquesta manera, el 1er Batalló de voluntaris, amb seu a Castle Armoury, a Bury, es va convertir en el 5è Batalló; el 2n Batalló de voluntaris, amb seu a Baron Street, a Rochdale, es va convertir en el 6è Batalló; i el 3r Batalló de voluntaris es va convertir en el 7è i el 8è Batallons, ambdós amb seu a Cross Lane, a Salford. Aquests quatre batallons van formar la Brigada dels Lancashire Fusiliers, destinada a la Divisió d'East Lancashire de la TF, en vigílies de la Primera Guerra Mundial.

### Primera Guerra Mundial

#### Exèrcit regular
El 1er Batalló, que es trobava destinat a Karachi durant els primers mesos de la guerra, va retornar al Regne Unit el gener de 1915. Va tenir un paper destacat durant el desembarcament al cap Helles, el 25 d'abril de 1915, en el marc de la batalla de Gal·lípoli, formant part de la 86a Brigada de la 29a Divisió. La costa s'havia mantingut en silenci, però quan el primer bot va desembarcar, els otomans van obrir foc contra els britànics, causant nombroses baixes entre les seves files. Es van entregar sis Creus Victòria a membres del 1er Batalló, Lancashire Fusiliers, que van passar a ser coneguts com els "Sis VC d'abans de l'esmorzar. L'emplaçament on es va realitzar el desembarcament, conegut inicialment com a "Platja W", posteriorment va passar a ser conegut com a "Desembarcament de Lancashire". El batalló va ser evacuat el gener de 1916 i va desembarcar a Marsella el març d'aquell any, participant en l'esforç bèl·lic al front occidental.

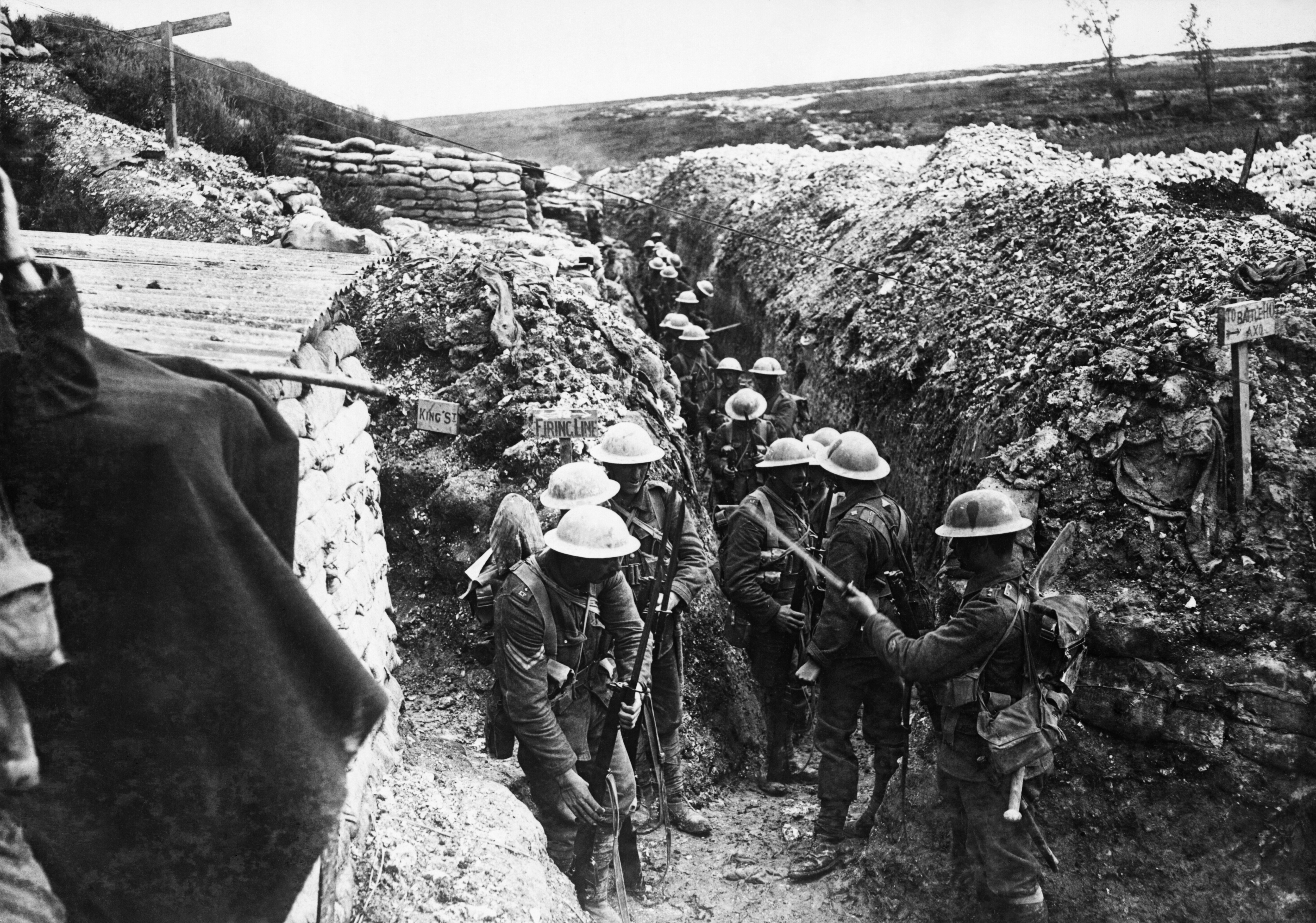
Homes del 1er Batalló, Lancashire Fusiliers, en una trinxera de comunicacions prop de Beaumont Hamel, el 1916. Fotografia d'Ernest Brooks.

El 2n Batalló va desembarcar a Boulogne com a part de la 12a Brigada, a la 4a Divisió, l'agost de 1914, participant en accions del front occidental. Entre el novembre de 1915 i el febrer de 1916, la brigada va formar part de la 36a Divisió (Ulster), abans de tornar a la 4a Divisió.

#### Territorial Force
Poc després de l'inici de la guerra, es va autoritzar la formació d'unitats de reserva o de segona línia per cada una de les unitats existents de la Territorial Force. Aquestes unitats van adquirir el prefix 2/, mentre que els batallons existents van prendre el prefix 1/. Finalment, tant els batallons de primera i segona línia van ser enviats al front, motiu pel qual es van crear batallons de tercera línia per poder aportar nous reclutes.

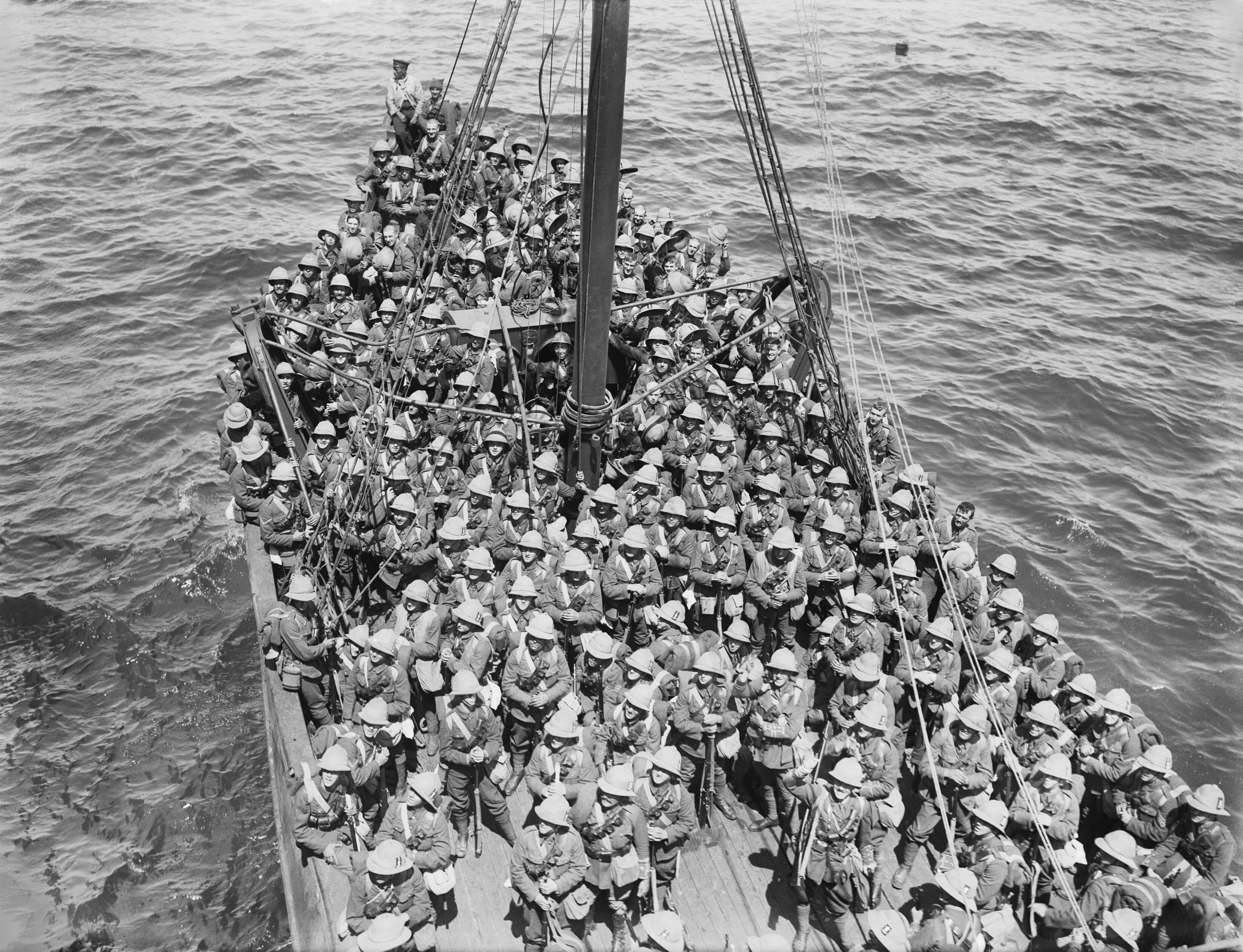
Un vaixell transportant homes dels Lancashire Fusiliers, destinat a Gal·lípoli. Fotografia d'Ernest Brooks.

El 1/5è Batalló, el 1/6è Batalló, el 1/7è Batalló i el 1/8è Batalló van desembarcar al cap Cape Helles, formant part de la 125a Brigada (Lancashire Fusiliers), a principis de maig de 1915, participant en la segona batalla de Krithia (6–8 de maig) sota comandament de la 29a Divisió. La Brigada, més tard, es va afegir a la 42a Divisió (East Lancashire) per participar en la tercera batalla de Krithia i a la batalla de les vinyes de Krithia. Evacuats de Gal·lípoli el desembre de 1915, aquests quatre batallons van desembarcar a Moudros, d'es d'on es van dirigir a Egipte per, finalment, ser transferits a Marsella el febrer de 1917 per participar en el front occidental.

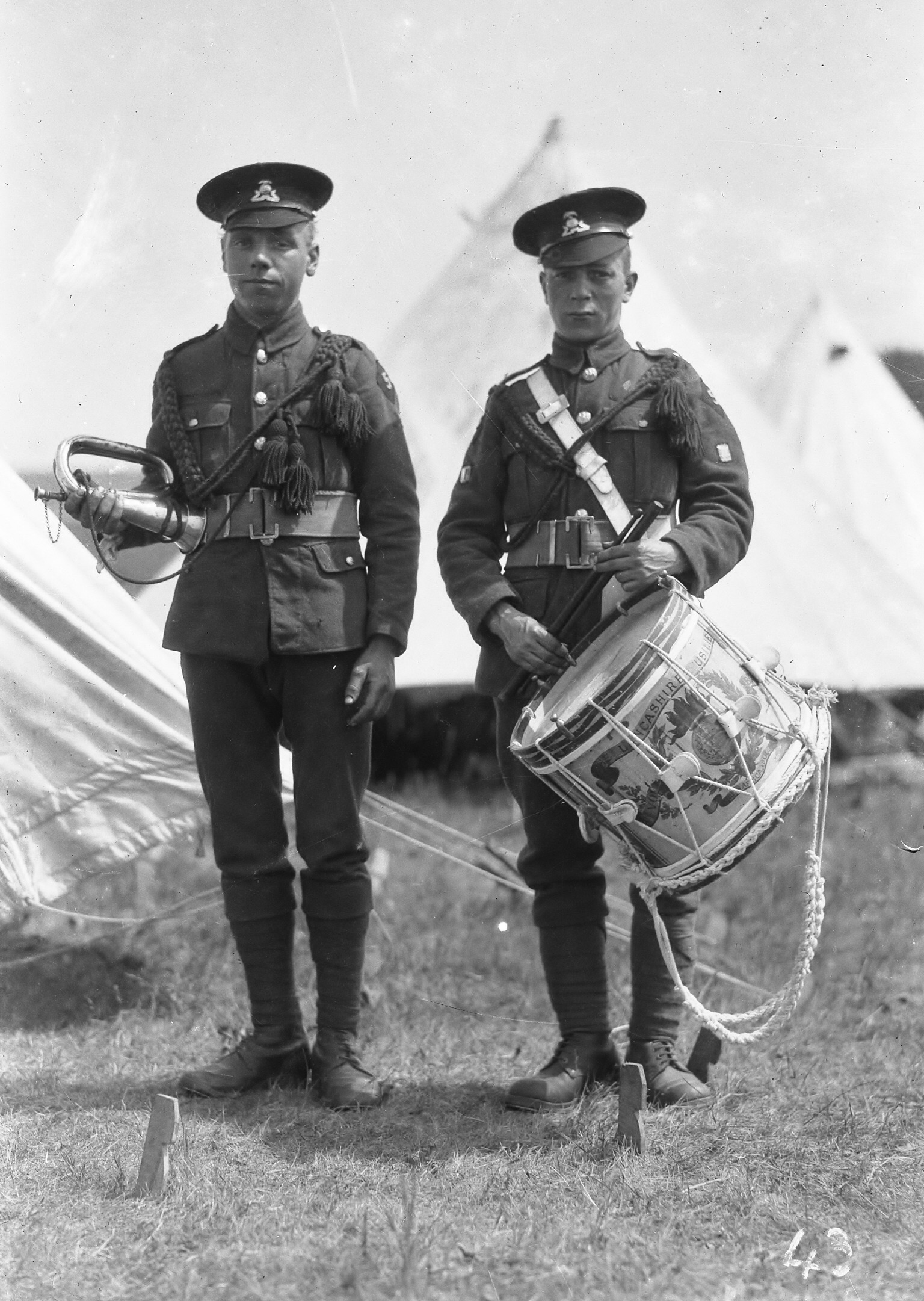
Timbaler i corneta del 5è Batalló.

El 2/5è Batalló va desembarcar a Boulogne com a part de la 3a Brigada Highland, integrada a la Divisió Highland, el maig de 1915, per participar en el front occidental. El 2/6è Batalló, el 2/7è Batalló i el 2/8è Batalló van desembarcar a Le Havre com a part de la 197a Brigada, dins de la 66a Divisió (2a East Lancashire), el febrer de 1917, també per actuar al front occidental. El 3/5è Batalló va desembarcar a Le Havre com a part de la mateixa brigada el març de 1917, també per a participar en el front occidental. Després de les baixes patides durant l'ofensiva de primavera alemanya el març de 1918, les restes del 2/7è Batalló van ser reduïdes a un quadre destinat a entrenar les unitats arribades de l'exèrcit dels Estats Units d'Amèrica en la guerra de trinxeres. Finalment, el quadre va retornar a Anglaterra i reconstituït com el 24è Batalló. Es tractava d'una unitat d'entrenament emplaçada a Cromer fins al final de la guerra.

## Receptors de la Creu Victòria
Els següents membres del regiment van ser receptors de la Creu Victòria:
- Capità (Major temporal) Cuthbert Bromley, Gran Guerra
- Sergent Frank Edward Stubbs, Gran Guerra
- Caporal llancer (més tard tinent-coronel) John Elisha Grimshaw, Gran Guerra
- Capità (més tard major) Richard Raymond Willis, Gran Guerra
- Sergent Alfred Joseph Richards, Gran Guerra
- Soldat (més tard sargent llancer) William Stephen Kenealy, Gran Guerra
- Soldat John Lynn, Gran Guerra
- Soldat (més tard caporal) James Hutchinson, Gran Guerra
- Capità (Tinent-coronel temporal) Bertram Best-Dunkley, Gran Guerra
- Sergent Joseph Lister, Gran Guerra
- Tinent segon Bernard Matthew Cassidy, Gran Guerra
- Tinent segon temporal John Schofield, Gran Guerra
- Caporal llancer Joel Halliwell, Gran Guerra
- Sergent llancer (later Lieutenant) Edward Benn Smith, Gran Guerra
- Sergent en funcions Harold John Colley, Gran Guerra
- Soldat Frank Lester, Gran Guerra
- Sergent (més tard sergent major del regiment) James Clarke, Gran Guerra
- Tinent-coronel en funcions James Neville Marshall, Gran Guerra
- Fuseller (més tard caporal llancer) Francis Arthur Jefferson, Segona Guerra Mundial

## Coronels del Regiment
Els coronels del regiment van ser:
- 1688–1689: Col. Sir Robert Peyton

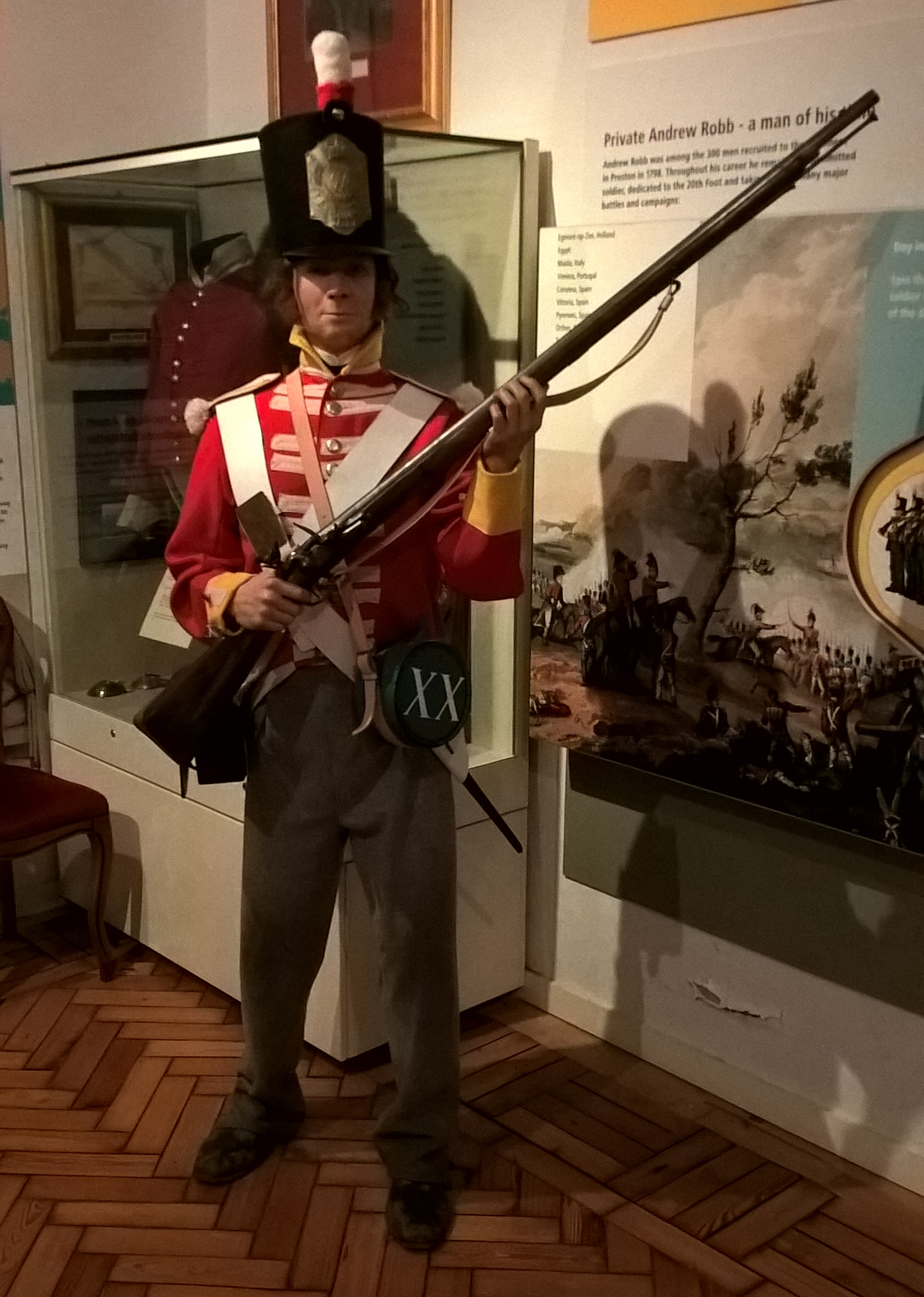
Part de l'exposició al museu dels fusellers

- 1689–1706: Maj-Gen. Gustavus Hamilton, 1er vescomte Boyne
- 1706–1714: Maj-Gen. John Newton
- 1714–1719: Lt-Gen. Thomas Meredyth
- 1719–1732: Col. Hon. William Egerton
- 1732–1737: Brig-Gen. Francis Howard, 1er Earl d'Effingham
- 1737–1740: Lt-Gen. Richard St. George
- 1740: Col. Alexander Rose
- 1740–1746: Lt-Gen. Thomas Bligh
- 1746–1749: Lt-Gen. George Germain, 1er vescomte Sackville
- 1749–1755: Lt-Gen. George Keppel, 3rd Earl d'Albemarle, KG (vescomte Bury)

### 20è Regiment d'Infanteria
- 1755–1756: Gen. Philip Honywood
- 1756–1769: Lt-Gen. William Kingsley
- 1769–1773: Gen. Bernard Hale
- 1773–1782: Lt-Gen. Hon. George Lane Parker

### 20è (East Devon) Regiment d'Infanteria
- 1782–1789: Lt-Gen. William Wynyard
- 1789–1797: Lt-Gen. West Hyde
- 1797–1809: Gen. Charles Leigh
- 1809–1815: Lt-Gen Sir John Stuart, comte de Maida GCB
- 1815–1842: Gen Sir William Houston, 1er Baronet GCB GCH
- 1842–1850: Lt-Gen. Sir James Stevenson Burns KCB
- 1850–1853: Lt-Gen. Sir Andrew Pilkington, KCB
- 1853: Lt-Gen. Sir William Chalmers, CB, KCH
- 1853: Maj-Gen. Henry Godwin, CB
- 1853–1854: Lt-Gen. Sir Nathaniel Thorn, KCB, KH
- 1854-1858: Lt-Gen. Henry Thomas, CB
- 1858–1876: Gen. Marcus Beresford
- 1876–1894: Gen. Sir Frederick Horn, GCB

### Lancashire Fusiliers
- 1894–1897: Gen. Sir William Pollexfen Radcliffe, KCB
- 1897–1909: Gen. Sir Edward Alan Holdich, GCB
- 1909–1914: Maj-Gen. Sir William Drummond Scrase-Dickins, KCB
- 1914–1926: Maj-Gen. Charles James Blomfield, CB, DSO
- 1926–1945: Maj-Gen. George Henry Basil Freeth, CB, CMG, DSO
- 1945–1955: Maj-Gen. George Surtees, CB, CBE, MC
- 1955–1965: Brig. Percy Geoffrey Bamford, CBE, DSO
- 1965–1968: Lt-Gen. Sir George Harris Lea, KCB, DSO, MBE
- 1968: El regiment es va fusionar amb els Royal Northumberland Fusiliers, els Royal Warwickshire Fusiliers i els Royal Fusiliers (Regiment de la Ciutat de Londres), per formar el Royal Regiment of Fusiliers